# Auf der Lage

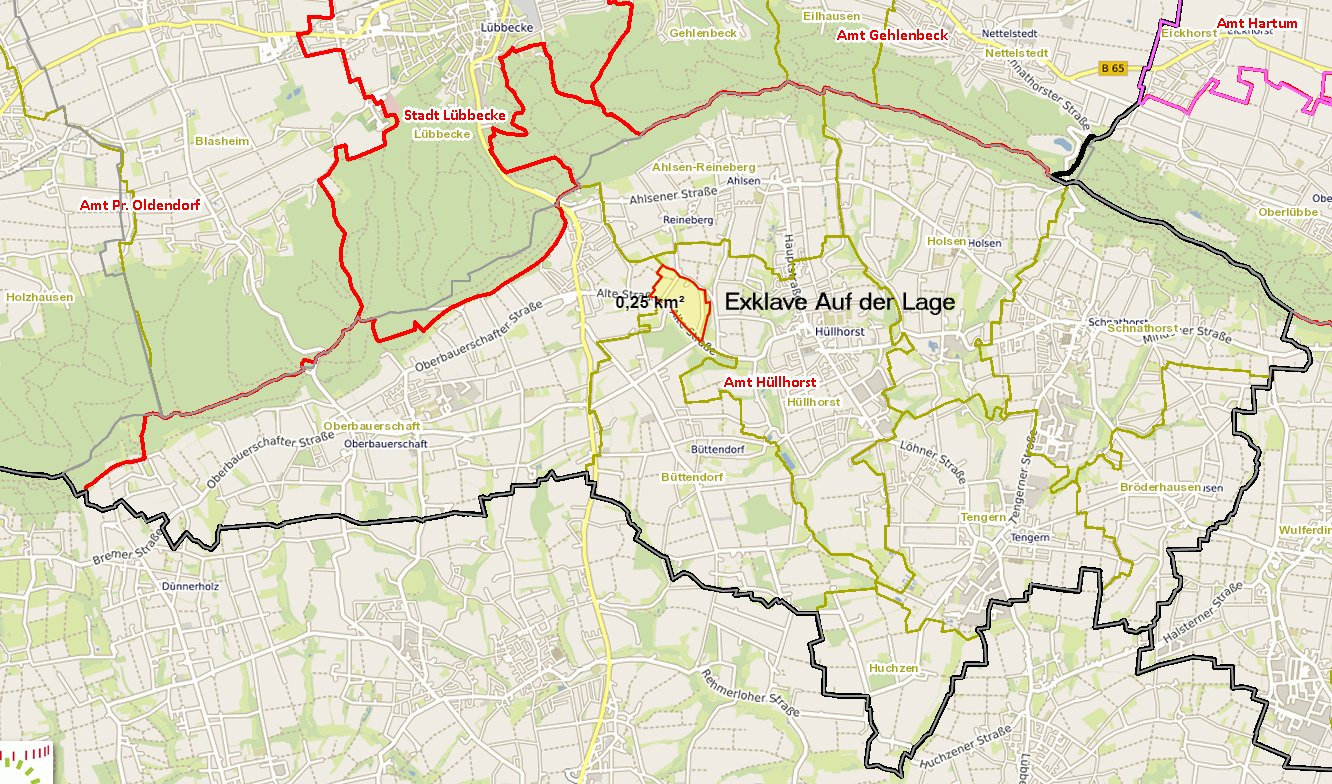
Die Lage der Exklave im Verbund des ehemaligen Amtes Hüllhorst, dargestellt auf Open Street Map und historischen Grenzen

Diese Flurkarte aus dem Jahr 1826 zeigt die Exklave Auf der Lag als Teil Ahlsen-Reinebergs

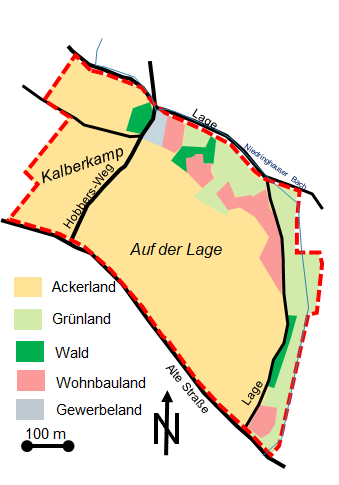
Übersichtskarte der Exklave. Der Anteil an Ackerland dominiert bei Weitem

Auf der Lage war eine Exklave der ehemaligen Gemeinde Ahlsen-Reineberg im damaligen Amt Hüllhorst im Kreis Lübbecke, Nordrhein-Westfalen, die so bis zur Gebietsreform im Jahr 1973 bestand. Die Exklave lag südlich des Hauptgebietes der Gemeinde und war von diesem im Norden durch einen etwas über 100 Meter breiten Gebietsstreifen getrennt.
Das Gebiet hatte eine Fläche von 0,25 km².

## Geographie
Die Exklave grenzte nur an amtsangehörige Gemeinden: im Norden und Osten an die Gemeinde Hüllhorst, im Süden an die Gemeinde Büttendorf und im Westen an die Gemeinde Oberbauerschaft. Die kleine Ortschaft Hobrink liegt in unmittelbarer Nähe östlich der Ostgrenze.
Im Jahr 2021 hatte das Gebiet 20 Einwohner, was etwa 2,5 % der Bevölkerung des Ortsteils ausmacht, woraus sich eine Bevölkerungsdichte von 80 Einwohner/km² ergibt. Die Zahl der Einwohner vor der Zeit der Gebietsreform, also vor 1973, ist nicht belegt; die Zahl der Einwohner des gesamten Ortsteils ist von 1972 (1007 Einwohner) bis 2008 (990 Einwohner) nur marginal gesunken.
Hinsichtlich der Fläche machte der Anteil der Exklave an der Gesamtfläche der damaligen Gemeinde (rund 5,2 km²) nur rund fünf Prozent aus.
Auf dem Gebiet liegen heute sieben Wohnbaustellen, alle als Anlieger der Gemeindestraße „Lage“, davon sechs im Norden und eine, der Hof Zawidzki (früher Klostermannn) ganz im Süden an der Wegekreuzung Lage – Alte Straße, gleichsam das südlichste bewohnte Anwesen der ehemaligen Gemeinde überhaupt.
Das Terrain der Exklave fällt von Norden nach Süden leicht ab. Ganz im Nordwesten liegt an der Grenze des Gebiets ein Trigonometrischer Punkt mit der Höhe 130,3 m, ganz im Süden der Punkt mit der Höhe 104,08 m. Der bei weitem größte Teil der Fläche, rund 18 der 25 Hektar, ist Ackerland, Grünland liegt im Zuge des Siekes beiderseits des Niedringhauser Baches ganz im Osten der Exklave. Wald fehlt fast völlig.

## Adressen früher und heute gemäß der „Hausstätten- und Höfeliste Reineberg“
Folgende Höfe der Hausstätten- und Höfeliste der Bauerschaft Reineberg liegen in der Exklave. Die alte Bezeichnung spiegelt die Gründung der Höfe innerhalb der Bauerschaft Reineberg wider. Die Zahl der Hausnummern ist in der gesamten Bauerschaft Reineberg von 1875 bis 1976 lediglich von 28 auf 32 gestiegen; der einzig nennenswerte Neubau war hier in den 1970er Jahren der Bau der mittlerweile ehemaligen Tagungs- und Bildungsstätte der Evangelischen Kirche, das Haus Reineberg, am Waldrand des Wiehengebirges. In der Exklave kann nur eine Adresse keiner ursprünglichen Hausstätte zugeordnet werden.
| Alte Bezeichnung nach Reihenfolge der Hofgründung | Heutige Adresse |
| ------------------------------------------------- | --------------- |
| Reineberg 12                                      | Lage 58         |
| – ohne –                                          | Lage 62         |
| Reineberg 2                                       | Lage 68         |
| Reineberg 3                                       | Lage 74         |
| Reineberg 4                                       | Lage 76         |
| Reineberg 5                                       | Lage 80         |
| Reineberg 6                                       | Alte Straße 104 |

Somit entfielen 6 der ursprünglich 28 bzw. 7 der später 32 Hausstätten der Bauerschaft auf die Exklave.

## Wirtschaft
Ursprünglich dominierte, wie überall in diesem Raum, die Landwirtschaft als Wirtschaftszweig. Bei den Gebäuden handelt es sich daher um ehemalige Hofstellen, die in Streusiedlung waldhufenartig angelegt waren und die „hinterm Hof“ über zwei bis drei Hektar Land verfügten. Die landwirtschaftlichen Nutzflächen sind mittlerweile aber an einen Landwirt von außerhalb der Exklave verpachtet. Das Ackerland ist fruchtbarer Lößboden, die Ackerzahl liegt über 70. Die wenigen tiefliegenden Flächen im Siek sind für Ackerbau zu nass und werden weidewirtschaftlich genutzt.
Ganz im Norden der Exklave, an der Gabel „Hobbers Weg“ – „Lage“ wurde bis Mitte der 1980er Jahre ein kleines Sägewerk betrieben. Auf dem Gelände findet sich nun die Abstellfläche eines Verleihs für mobile Toiletten, dessen Geschäftszentrale sich im benachbarten Anwesen befindet.
Im Jahr 2021 gingen die meisten Einwohner ihrer Erwerbstätigkeit als Pendler nach.

## Verkehr
Das Gebiet ist gut an das öffentliche Straßennetz angeschlossen. Die Gemeindestraßen „Lage“ und „Höbbers Weg“ münden im Süden unmittelbar an die überörtliche Landesstraße 876, die ihrerseits nach weniger als einem Kilometer an die Bundesstraße 239 anknüpft.
Die nächste Bushaltestelle „Hongsener Weg“ liegt, je nach Wohnlage zwischen 800 Meter oder über 1,6 km südwestlich unweit der Kreuzung der Kreisstraße 28 „Büttendorfer Straße“ und K 50 „Hongsener Weg“, an der der Bus der Linie 604 hält oder alternativ unweit der Einmündung der „Lage“ in die L 773 „Ahlsener Straße“ je nach Wohnlage zwischen 800 m und 1,7 km nach Norden.

## Geschichte

Übersichtskarte von Ahlsen-Reineberg

Mit der Gebietsreform wurden die Gemeinden des Amtes ausgelöst und zu der neuen Großgemeinde Hüllhorst vereinigt. Die Altgemeinden erhielten dabei, bei weitestgehender Gebietskontinuität, des Status eines Ortsteils und verloren formal an Bedeutung. Die Exklave „Auf der Lage“ wurde in diesem Zuge aus praktischen und funktionalen Gründen nach einiger Zeit an den Ortsteil Hüllhorst angegliedert. Lediglich im Liegenschaftskataster existiert sie noch unter der Bezeichnung Flur 12 der Gemarkung ̇Ahlsen (052701). Der Bereich trägt auf einigen Karten nur östlich des Höbbers Weg weiterhin den Flurnamen „Auf der Lage“, der Bereich westlich davon nennt sich „Kalberkamp“.
Neuerlich kam die historische territoriale Zuordnung wieder auf die Tagesordnung: Im Jahr 2008 erklärten die rund 50 Bewohner in 32 Hausnummern die Umbenennung der ehemaligen Bauerschaft Reineberg des Ortsteils mit dem Doppelnamen Ahlsen-Reineberg zum „Freistaat Reineberg“. Da die historische Grenze zwischen Reineberg und Ahlsen durch den Reinberger Bach gebildet wird und die ehemalige Exklave „Auf der Lage“ zum allergrößten Teil westlich dieses Bachlaufs liegt, kam schnell die Frage der Zuordnung dieses Gebietes auf. Die Frage konnte bis in die Gegenwart nicht endgültig geklärt werden.